# Pour le plaisir (film)
Pour les articles homonymes, voir Pour le plaisir (homonymie).
Pour plus de détails, voir Fiche technique et Distribution.
Pour le plaisir est un film franco-belge de Dominique Deruddere sorti en 2004.

## Synopsis
Garagiste dans un petit village de province, François n'a qu'un problème : sa femme, Julie. Celle-ci ne peut avoir de plaisir que dans les bras d'un assassin. François se confie à son psy, Vincent, qui lui suggère d'entrer dans le jeu de la jeune femme et de se faire passer pour un meurtrier afin de satisfaire son fantasme. François annonce alors à son épouse qu'il a tué pour elle. Tout s'emballe lorsque, le lendemain, on retrouve le corps de Maurice, une brute détestée de tout le village. Tous les indices mènent à François, qui devient une sorte de héros local. Alors que tout le monde loue son courage, le garagiste clame son innocence...

## Fiche technique
- Titre : Pour le plaisir
- Réalisation : Dominique Deruddere
- Scénario : Guy Zilberstein
- Musique : Stephen Warbeck
- Directeur de la photographie : Jean-François Robin
- Création des décors : Thierry Van Cappellen
- Création des costumes : Loret Meus
- Productrice : Michelle de Broca
- Producteur exécutif : Jean-Luc Van Damme
- Sociétés de production : Fildebroc et C.A.P.A.C.
- Pays :  France et  Belgique
- Langue : français
- Durée : 82 minutes
- Genre : comédie
- Dates de sortie en salles : 
  - France : 14 juillet 2004

## Distribution
- Samuel Le Bihan : Vincent Moreau, le psy
- François Berléand : François, le garagiste
- Nadia Farès : Julie, la femme de François
- Olivier Gourmet : Martial, le policier
- Lorànt Deutsch  : Jean, le mécanicien
- Cécile Cassel : Mireille, la majorette
- Harry Cleven : Maurice Weckmann
- Anne Kessler : Mme Weckman
- Lucy Russell : Eve, l'avocate
- Laurent Capelluto : le collègue de Martial
- Stéphane De Groodt : le patron de café